# Франгу, Афанасиос
Афанасиос Франгу (греч. Αθανάσιος Φράγκου), часто упоминается как Афанасиос Франгос (греч. Αθανάσιος Φράγκος; 1 января 1864, Сурпи, Магнисия — 20 сентября 1923) — полковник, позже Генерал-майор греческой армии, отмечен в историографии Малоазийского похода греческой армии, сначала как комдив героической 1-й пехотной дивизии, а затем как командующий Южной группой дивизий на последнем этапе войны.

## Биография
Афанасиос Франгу родился 1 января 1864 года в селе Сурпи, Магнисия (в тот период регион был ещё под османским контролем).
Вступил в греческую армию 5 ноября 1883 года, через 2 года после того как Фессалия была занята греческой армией. Позже поступил в училище унтер-офицеров, которое окончил в 1893 году в звании младшего лейтенанта.
Принял участие в греко-турецкой войне 1897 года и в Балканских войнах (1912—1913).
В период Национального раскола (1915—1917), будучи монархистом, был противником Э. Венизелоса в вопросе вступления Греции в мировую войну на стороне Антанты.
После того как Венизелос создал в Салониках второе греческое правительство, правительство «Национальной обороны», полковник Франгу, в мае 1917 года, попытался оказать сопротивление вступлению войск Антанты в Фессалию:356. Франгос был отправлен колониальными французскими войсками пленным в Салоники В результате, когда в июне того же года правительство Венизелоса взяло под свой контроль всю страну, полковник Франгу был демобилизован.

## Малоазийский поход
В 1919 году, по мандату Антанты, Греция заняла западное побережье Малой Азии. Севрский мирный договор 1920 года закрепил регион за Грецией, с перспективой решения его судьбы через 5 лет, на референдуме населения:16. Завязавшиеся здесь бои с кемалистами приобрели характер войны, которую греческая армия была вынуждена вести уже в одиночку. Из союзников, Италия, с самого начала поддерживала кемалистов, Франция, решая свои задачи, стала также оказывать им поддержку. Греческая армия прочно удерживала свои позиции. Геополитическая ситуация изменилась коренным образом и стала роковой для греческого населения Малой Азии после парламентских выборов в Греции, в ноябре 1920 года. Под лозунгом «мы вернём наших парней домой», на выборах победила монархистская «Народная партия». Возвращение в Грецию германофила Константина освободило союзников от обязательств по отношению к Греции. Не находя дипломатического решения в вопросе с греческим населением Ионии, в совсем иной геополитической обстановке правительство монархистов продолжило войну. Напрягая свои ограниченные людские ресурсы, Греция мобилизовала ещё 3 призыва в армию. Сразу после победы монархистов в ноябре 1920 года, полковник Франгу был отозван в действующую армию и прибыл в Малую Азию, где принял командование 1-й пехотной дивизией. Командуя этой дивизией Франгу принял участие в «Весеннем наступлении» 1921 года и в «Большом летнем наступлении» того же года.
Кульминацией летнего наступления стало самое большое сражение войны при Эскишехире. Клещи греческих дивизий замкнулись 3/16 июля у города Кютахья, но Исмет Инёню, осознав опасность, успел вывести свои войска из котла всего лишь за несколько часов до того как сомкнулись клещи. Окружение и полный разгром турецкой армии не состоялись по причине неоправданной задержки II корпуса армии генерала А. Влахопулоса:58.

### Бой 8 июля 1921 года
С 5/18 июля греческие дивизии наступали от Кютахьи к Эскишехиру. Инёню информировал Кемаля, что обстановка становится критической. Кемаль прибыл на следующий день. Как пришет биограф Кемаля, Benoits-Mechin, оценив обстановку, он решил, что если турецкая армия останется у Эскишехира она будет разбита. Кемаль принял стратегическое решение отступить на 300 км и приступить к укреплению позиций перед Анкарой. И в Греции и в Европе создавалась иллюзия окончательной победы:58.
Но турки успели «огрызнуться». Инёню правильно рассчитал, что после победы греческие дивизии оставались рассредоточенными и попытался внезапным контрнаступлением окружить III корпус армии генерала Полименакоса. Историк Д. Фотиадис пишет, что «это ему чуть было не удалось, если бы 1-я дивизия, под командованием Франгоса, не дралась бы с таким самопожертованием». Дивизия сумела отбить натиск трёхкратных турецких сил и, получив подкрепления, вынудила турок к отступлению. Хотя контрнаступление турок провалилось, оно показало, что турецкая армия ни к коем случае не распалась:61.

## Поход на Анкару
14/27 июля 1921 года, в занятой греческой армией Кютахье состоялся «Большой Военный Совет» под председательством премьера Д. Гунариса. Правительство торопилось закончить войну и решило наступать далее. 28 июля/10 августа 7 греческих дивизий форсировали Сакарью и пошли на восток. Греческие историки, такие как С. Каргакос и Д. Фотиадис:82 именуют поход этих 7 дивизий «эпосом греческой армии».

### Победа у Тамбур Оглу

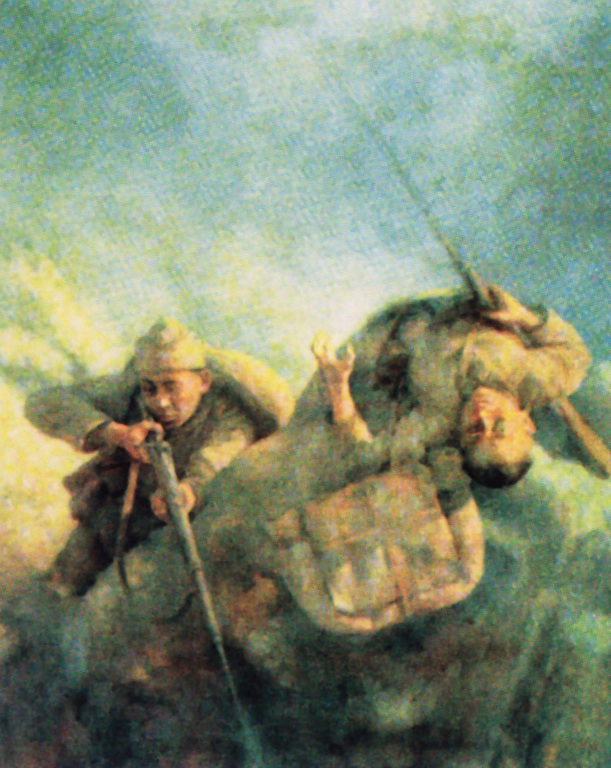
Художник Прокопиу, Георгиос: «Греческая пехота берёт высоту Кале грото на подступах к Анкаре».

Пройдя изнурительным маршем через «Солёную пустыню», 1-я дивизия Франгоса 10/23 августа 1921 года, без передышки и без никакой артиллерийской подготовки, с ходу отбила у турок вершину Мангал-даг (1400м). Кемаль был впечатлён этим неожиданным для него греческим успехом. Немедленно сменив командира части, защищавшей Мангал-даг, он заявил: «если мы потерпим поражение, здесь будет могила Турции». Он приказал расстреливать отступающих, добавив «нет линии отступления»:83.
Греческие дивизии ежедневно брали возвышавшиеся перед Анкарой и укреплёные всевозможные скалистые и безлесые «даги». 2-я дивизия взяла Тамбур-оглу и Турбан тепе, и её 7-й полк атаковал «Холмы близнецы» но был остановлен турецким огнём. Франгос, видя что 7-полк ввязался в смертельный бой, бросил на помощь 7-му полку свой 4-й полк, которому удалось вклиниться между Турбан-тепе и Холмами Близнецами:83.
Февзи-паша приказал всеобщее контрнаступление, в то время как турецкая артиллерия 100—150 мм калибра непрерывно обстреливала вершину Турбан-тепе и греческие части поднимавшиеся на Холм Близнецов. Уходя из под обстрела греческие части оставили Турбан-тепе, но на следующий день 34-й полк вновь занял его.
Через три дня, 14/27 августа, внезапной атакой греческие части сумели наконец взять Холмы Близнецы. Эта греческая «Победа у Тамбур-оглу», по имени близлежащего села, была дорого оплачена: 24 офицера и 574 рядовых убитыми, 115 офицеров и 2450 рядовых раненными:84.
10-я дивизия 15/28 августа взяла горный массив Сапанджу и «Голую вершину» и 17/30 августа Гилдиз-даг:85.
Самые жестокие бои развернулись за взятие скал хребта Кале-грото. Атака была начата 5-й дивизией. 14/27 августа подключилась 13-я дивизия. После того, как в бой вступила 9-я дивизия Кемаль заколебался. Позже он писал: «были минуты, когда я думал что всё потеряно»:93. 5-я дивизия 16/29 августа взяла Улу-даг, прозванный «Монументом скал». 7 -я дивизия, невзирая на сопротивление 4-х турецких дивизий, 12/25 августа взяла «Конический холм». Турки были вынуждены отступить. Дивизия, проявив инициативу, прошла через ущелье Полатлы и взяла «Зубчатый холм», весь хребет Беш тепелер, а затем Дуа-тепе и вышла 4 км западнее к железнодорожной станции Полатлы в 80 км от центра сегодняшней турецкой столицы. Турки приступили к взрывам складов станции:97.

### Победа на Ардиз-даге
На второй линии турецкой обороны господствовали высоты Чал-даг и Ардиз-даг. Ардиз-даг атаковала 12-я дивизия полковника П. Калидопулоса и 1-я дивизия полковника А. Франгоса. 1-я дивизия начала атаку вершины 1329, но вскоре убедилась что это была хорошо укреплённая позиция:97.
Франгу решил бросить в бой одновременно 2 из 3 своих полков.
Турки отступили на хребет Ардиз-дага. Победа в очередной раз была дорого оплачена: были убиты полковник Э. Тракас, 1 командир батальона и 5 командиров рот.
Франгос бросил в бой 1/38 гвардейский полк эвзонов, чтобы оказать помощь 5-му полку.
Атака эвзонов была решительной. Их полк обратил в бегство 3-ю турецкую дивизию Кавказа, солдаты которой в панике не обращали внимание ни на призывы своих офицеров, ни на выстрелы жандармов, расположенных за ними и получивших приказ стрелять по отступающим.
В последний бой за Ардиз-даг 19 августа/1 сентября была брошена 12-я дивизия. 14-й полк полковника Котуласа, совершив за 15 минут под огнём бросок в 800 метров, ворвался в турецкие окопы. Турки побросали свои пулемёты и побежали. Однако целый батальон 176-го турецкого полка, 355 человек, во главе с офицерами и командиром, сдались Котуласу. С начала сражения за Анкару это был первый случай пленения целого турецкого соединения:98. Кемаль был вынужден перебросить на центральный участок силы со своего левого крайнего фланга.

### Прекращение наступления
В греческой и турецкой историографии отмечается, что оставшаяся не только без снарядов, но и без патронов, греческая армия была близка к победе и в их работах часто присутствует слова «если бы». Биограф Кемаля, Месин, пишет: «Если бы греческая атака продержалась ещё несколько минут (!) Кемаль приказал бы отход, чтобы избежать катастрофы»:109.
Почувствовав что греческое наступление ослабло, турки попытались предпринять контнаступление. Для этого турки сформировали новый армейский корпус. Турецкое наступление началось утром 28 августа/10 сентября, между позициями 1-й дивизии Франгоса и 5-й дивизии II корпуса армии. Остановив огнём продвижение турок, в 5 полудня обе греческие дивизии пошли в контратаку. Турки отступили и вскоре их отступление переросло в бегство. Но после победного исхода боя, 1-я дивизия Франгоса осталась почти без боприпасов.
29 августа/11 сентября армия приняла решение прекратить наступление:112. Даже в последних боях после принятого решения, 2/39 гвардейский полк эвзонов взял в плен 124 солдат противника:114.
Высота Чал-даг, как и другие высоты, за которые было пролито столько крови, были бесшумно оставлены утром 31 августа/13 сентября:115. Согласно современному английскому историку Д. Дакину победа была близка:357, но исчерпав все свои материальные ресурсы и не располагая материальными и людскими резервами, греческая армия в порядке отошла назад за Сакарью. Историк Димитрис Фотиадис пишет: «тактически мы победили, стратегически мы проиграли»:115. Правительство Гунариса удвоило подконтрольную ему территорию в Азии, но возможностями для дальнейшего наступления не располагало. Не решив вопрос с греческим населением региона, правительство не решалось эвакуировать армию из Малой Азии. Фронт застыл на год.

## 1922 год
.

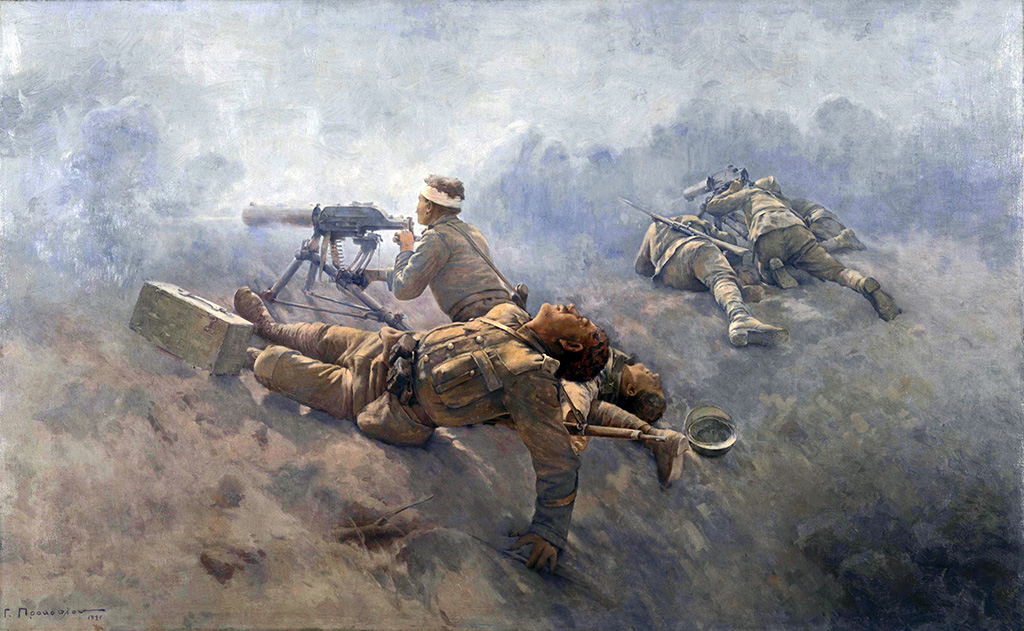
Художник Прокопиу, Георгиос: «До последнего»

Правительство монархистов не находило дипломатического решения в вопросе безопасности греческого населения Ионии, но из политических соображений не решалось собрать войска вокруг Смирны, сохраняя протяжённую линию фронта, оборону которой армия была не в состоянии обеспечить. Фронт был прорван через год. «Все военные и политические аналитики считают, что причиной прорыва была недостаточность сил для фронта протяжённостью в 800 км». Даже там где плотность была большей, между дивизиями существовали незащищённые участки в 15-30 км:159.
Турецкое наступление началось в ночь 12/25 на 13/26 августа 1922 года силами 12 пехотных и 4 кавалерийских дивизий. Удар был нанесён по южному флангу, так назваемого, «выступа Афьон Карахисара». Туркам удалось без особого труда вклиниться в расположение между 1-й и 4-й греческих дивизий, где как и на других участках фронта существовала неприкрытая брешь в 5 км:174.
Военные историки отмечают, что Франгос руководил боем с передовой. В 10:30 13 августа ему удалось остановить, «не имевшего подобного примера в Малоазийской армии», бегство 49-го полка. Полк состоял из дезертиров и уголовников, но Франгосу удалось собрать разрозненные участки полка, организовать его контратаку и вновь занять высоту Килич Арслан Бел. Сразу после этого, командир I корпуса армии, генерал-майор Трикупис, приказал Франгосу вернуться в его штаб в Бал Махмуд.
В полдень 14 августа Франгос безуспешно пытался остановить бегство солдат с высоты Тилки Кири Бел, после чего вернулся в свой штаб в Бал Махмуд. В 14:30 он издал приказ отхода частей своей дивизии (а также частей 7-й дивизии) на указанную им вторую линию обороны. Поскольку связь с корпусом была прервана, Франгос даже не знал, что командир корпуса, генерал-майор Трикупис, издал приказ о общем отходе за 4 часа до его приказа.
Отход 1-й дивизии прикрывал 5/42 гвардейский полк эвзонов полковника Пластираса. Решат-бей, комдив турецкой дивизии атаковавшей в этом секторе, не смог занять высоту 1310 за час, как он обещал Кемалю, и покончил жизнь самоубийством.
Вместе с отходом армейских частей начался исход греческого и армянского населения Афьон Карахисара. Смешавшись к армейскими колоннами, колонны беженцев создали атмосферу хаоса и беспорядка. И в тот же момент, «как величайшая ирония», на позиции греческой части, продолжавшей обороняться на высоте Кирка, предстали бежавшие из турецкой 6-й дивизии 40 дезертиров. Как пишет в своих мемуарах генерал Булалас, бывший тогда начальником 3-го отдела 1-й дивизии Франгоса, это был «безошибочный образец низкого боевого духа врага». Историк Д. Фотиадис добавляет: «Величайшее поражение нашей истории мы познали от врага, у которого не было боевого духа»:179.

### Южная группа Франгоса
15 августа 9-я греческая дивизия полковника П. Гардикаса успела к 15 августа полностью разгромить 2-ю турецкую каваллерийскую дивизию. Историк Я. Капсис отмечает, что захваченные 9-й дивизией турецкие орудия, были с надписями на русском языке — подарок Ленина.
Но с полудня 15 августа силы I и II корпусов, находившиеся под командованием генерал-майора Трикуписа, были рассечены на две независимые друг от друга группировки. Группировка генерал-майора Франгоса (не располагаем данными, когда полковник Франгос был повышен в звании) состояла из его 1-й дивизии, 7-й дивизии, большей части (5 батальонов) 4-й дивизии и отрядов Луфаса и полковника Пластираса. Франгос повёл свою группу на запад и к вечеру 15 августа занял укреплённую позицию в Тумлу Бунар":180.
Группа Трикуписа пыталась пробить коридор к Тумлу Бунар. Группа Франгоса подверглась утром 16 августа мощной атаке в районе села Карагёсели, но сумела удержать свои позиции. В полдень полковник Пластирас запросил разрешения контратаковать в восточном направлении, чтобы соединиться с группой Трикуписа. Франгос не дал такого разрешения, что по мнению историка Я, Капсиса обрекло группу Трикуписа. С закатом солнца, он дал приказ своим дивизиям отойти ещё дальше на запад, к Исламкёю.
На следующий день группа Трикуписа была окружена в горах Ильбулак, прорвала кольцо окружения, через день вновь была окружена в ущелье Али Веран (Alıören), где и была расстреляна турецкой артиллерией, и вновь прорвалась. Но это были уже разрозненные части. Трикупис со своим штабом сдался туркам 20 августа:184.
Трикупис и его штабисты были первыми старшими офицерами в истории современной греческой армии, сдавшиеся врагу. Лишь штабист XII дивизии, подполковник Афанасиос Сакетас, сбросив турецкого кавалериста и рубя турок, попытался вырваться и был застрелен.
Все силы Франгоса вечером 16 августа находились в Чурум-даг, западнее Тумлу Бунар, кроме эвзонов Пластираса, которые находились в арьергарде в Хасан Деде Тепе, ожидая прорыва сил Трикуписа. Продолжающиеся турецкие атаки вынудили Франгоса к дальнейшему отходу и, оставив долину Баназ, он занял оборонительные позиции восточнее города Ушак, чтобы прикрыть железную дорогу. Здесь основной удар принял 34-й полк Иоанниса Пицикаса, который удерживал свои позиции до тех пор, пока не подвергся атаке с левого фланга, который прикрывал 4-й полк подполковника Хиадзиянниса. Последний оставил свои позиции без особого давления и обратился в бегство.
Ситуацию спасли эвзоны 5/42 полка, которые, находясь в арьергарде, были окружены, прорвались и оказались в нужный момент в секторе 4-го полка. Полковник Пластирас собрал бежавших солдат 4-го полка и вместе с его командиром повёл их в контратаку. Но ущерб причинённый бегством Хадзиянниса был непоправим. Ушак, который был центром снабжения греческой армии пал. Группа Франгоса отошла ещё дальше на запад. Историк Я. Капсис пишет, что если бы Франгос продержался ещё 24 часа в Ушаке, он соединился бы с группой Трикуписа, который сдался 20 августа в окрестностях этого города. На новых позициях гвардейцы Пластираса дали героический бой, устроив засаду торопившимся настигнуть группу Франгоса туркам у высоты Ак Таш, северо-западнее Филадельфии (тур. Алашехир). Невзирая на многократные силы врага, кавалерию и пехоту, эвзоны полка Пластираса, нанесли туркам тяжёлые потери и обратили в бегство три турецкие дивизии (!). Турки до конца дня не предприняли никаких действий. Я. Капсис пишет, что это была своего рода месть за расстрел группы Трикуписа в Али Веране.
На следующий день группа Франгоса отошла к Филадельфии. Тысячи греческих и армянских беженцев собравшихся в городе мешали частям создать элементарную линию обороны города. Франгу планировал отправить 5-ю дивизию по железной дороге в город Салихлы, для организации новой линии обороны. Но в отсутствие 5-й дивизии был вынужден вновь задействовать для этого 5/42 полк эвзонов Пластираса, который прибыв в Салихлы поступил в распоряжение комдива каваллерийской дивизии, генерал-майора Каллински.
В Салихлы полк Пластираса подвергся атаке местных кемалистов и вступивших в город турецких чет. Последовало единственное в истории Малоазийского похода сражение на улицах города. Победа Пластираса в Салихлы 23 августа 1922 года позволила отступающим греческим частям и беженцам без особых препятствий со стороны турок продвинуться к Эритрейскому полуострову.
Другой отряд группы Франгоса, отряд полковника Луфаса, занял 24 августа высоты у Бин-тепе, прикрывая силы отходящие к Касаба. Отряд Луфаса подвергся мощной атаке, но удержал свои позиции, дав возможность отходящим силам создать 25 августа временную линию обороны в Касамба, в непосредственной близости к Смирне.
Франгос провёл свою «Южную группу» к Чешме, где её части были погружены на корабли и перправлены на острова Хиос и Лесбос.
Последний и победный для греческого оружия бой 5/42 гвардейского полка эвзонов Пластираса состоялся 28 августа 1922 года у села Ставро́с (тур. Зегуй). Прикрывая посадку последних частей на корабли, эвзоны Пластираса разгромили рвавшихся к Чешме турецких каваллеристов. Сегодня на этом месте турки установили памятник своим 147 погибшим кавалеристам.

## Конец военной карьеры и смерть
Малоазийская катастрофа вызвала антимонархистское восстание армии сентября 1922 года. Одним из основных руководителей восстания и революционного правительства стал бывший подчинённый генерал-майора Франгу, полковник Пластирас. Король Константин был низложен. В октябре чрезвычайный трибунал приговорил к смерти монархистов премьер-министра Димитриоса Гунариса, четверых его министров и командующего Хадзианестиса. чрезвычайный трибунал:359. Военная доблесть монархиста генерал-майора Афанасия Франгу не оспаривалась, но в новом руководстве армии и страны ему не было места. Он был демобилизован в начале 1923 года и умер 20 сентября того же года.